# Fischbach (Mersch)
Pour les articles homonymes, voir Fischbach.
Fischbach (en luxembourgeois : Fëschbech ) est une localité luxembourgeoise et le chef-lieu de la commune portant le même nom située dans le canton de Mersch.

## Géographie

### Sections de la commune
- Angelsberg
- Fischbach (siège)
- Koedange / Weyer
- Schoos

## Politique et administration

### Liste des bourgmestres
| Identité                                  | Période          | Période  | Durée           | Étiquette |
| Identité                                  | Début            | Fin      | Durée           | Étiquette |
| ----------------------------------------- | ---------------- | -------- | --------------- | --------- |
| Marianne Brosius-Kolber (d) (née en 1964) | 2005             | 2017     | 12 ans          | CSV       |
| Fränk Daems (d)                           | 14 novembre 2017 | En cours | 7 ans et 4 mois | SÉ        |

## Population et société

### Démographie
L'évolution du nombre d'habitants est connue à travers les recensements de la population effectués dans le pays depuis 1821. Les recensements décennaux de la population permettent de caler les chiffres sur la composition de la population par sexe, âge, nationalité et commune de résidence. Entre deux recensements, la population au 1er janvier de l’année {\displaystyle x} est évaluée en ajoutant à la population au 1er janvier de l’année {\displaystyle x-1} les soldes naturel (naissances {\displaystyle -} décès) et migratoire (arrivées {\displaystyle -} départs) de l'année. La même méthode est appliquée pour la répartition par âge au 1er janvier et les effectifs totaux par nationalité. Depuis le 1er septembre 2023, le Luxembourg dénombre 100 communes.
Au 1er janvier 2024, la commune comptait 1 300 habitants.
| 1821 | 1851  | 1871 | 1880 | 1890 | 1900 | 1910 | 1922 | 1930 |
| ---- | ----- | ---- | ---- | ---- | ---- | ---- | ---- | ---- |
| 708  | 1 096 | 906  | 867  | 722  | 621  | 592  | 545  | 526  |

| 1935 | 1947 | 1960 | 1970 | 1978 | 1979 | 1981 | 1983 | 1984 |
| ---- | ---- | ---- | ---- | ---- | ---- | ---- | ---- | ---- |
| 518  | 467  | 388  | 426  | 461  | 472  | 465  | 490  | 490  |

| 1985 | 1986 | 1987 | 1988 | 1989 | 1990 | 1991 | 1992 | 1993 |
| ---- | ---- | ---- | ---- | ---- | ---- | ---- | ---- | ---- |
| 500  | 510  | 520  | 516  | 492  | 488  | 491  | 498  | 511  |

| 1994 | 1995 | 1996 | 1997 | 1998 | 1999 | 2000 | 2001 | 2002 |
| ---- | ---- | ---- | ---- | ---- | ---- | ---- | ---- | ---- |
| 536  | 551  | 559  | 571  | 594  | 622  | 609  | 635  | 622  |

| 2003 | 2004 | 2005 | 2006 | 2007 | 2008 | 2009 | 2010 | 2011 |
| ---- | ---- | ---- | ---- | ---- | ---- | ---- | ---- | ---- |
| 651  | 662  | 678  | 711  | 748  | 751  | 774  | 820  | 894  |

| 2012 | 2013  | 2014  | 2015  | 2016  | 2017  | 2018  | 2019  | 2020  |
| ---- | ----- | ----- | ----- | ----- | ----- | ----- | ----- | ----- |
| 937  | 1 016 | 1 092 | 1 139 | 1 174 | 1 195 | 1 236 | 1 239 | 1 215 |

| 2021  | 2022  | 2023  | 2024  | - | - | - | - | - |
| ----- | ----- | ----- | ----- | - | - | - | - | - |
| 1 238 | 1 256 | 1 308 | 1 300 | - | - | - | - | - |

Pour des raisons techniques, il est temporairement impossible d'afficher le graphique qui aurait dû être présenté ici.

## Culture locale et patrimoine

### Lechâteau
Le village de Fischbach est très connu pour son château qui appartient à la famille grand-ducale luxembourgeoise. Selon la tradition, il n'est pas occupé par le chef d'État (qui habite au château de Colmar-Berg) mais par d'autres membres de sa famille.
Après son abdication, la grande-duchesse Charlotte y a vécu avec son époux jusqu'à sa mort en 1985. Ensuite, ce sont le grand-duc héritier Henri, la grande-duchesse héritière Maria-Teresa et leurs cinq enfants qui y ont habité jusqu'à leur accession au trône en 2000. Plusieurs de leurs enfants ont été baptisés ou ont fait leur communion dans la petite église du village.
Jusqu’à sa mort en 2019, le château de Fischbach était occupé par le grand-duc Jean, qui avait abdiqué en 2000. En 2005, son épouse la grande-duchesse Joséphine-Charlotte, née princesse de Belgique, est décédée à Fischbach d'un cancer.